# Військові відділи націоналістів
Військові відділи націоналістів (у німецьких документах «Bergbauern Hilfe» (Допомога гірським селянам), також неофіційно «Протипольський легіон», «Український легіон» або «Легіон Сушка») — військове формування під командуванням Романа Сушка у складі Вермахту в 1939 році, створене з українських добровольців.

## Передісторія створення
Співпраця українських націоналістів із німецьким Абвером розпочалася ще задовго до приходу нацистів до влади. Найбільшу роль у її налагодженні відіграв Ріко Ярий, який з 1921 року очолював мережу УВО в Німеччині та займався пошуком, зокрема, джерел для постачання Організації зброєю та військовими матеріалами, грошовими коштами, вишкільними базами.
Завдяки цьому у січні-березні 1923 року група членів УВО отримала можливість проходження у Мюнхені тримісячних радіотехнічно-диверсійних курсів. За спогадами одного з слухачів цих курсів Осипа Мельниковича:
|  | Програма вишколу складалася з двох головних ділянок: радіослужби й технічно-піонерської. В першій вишколювано курсантів приймати й надавати радіовістки; в другій зривати мости, укріплення, будівлі та ставити міни взагалі. Насамперед вишколювали нас теоретично, а відтак практично. |

Наприкінці 1923 — на початку 1924 року аналогічні курси під контролем Ріко Ярого було проведено також у Голландії. Наприкінці 1932 року між тодішнім шефом німецької розвідки Конрадом Патцінгом та Євгеном Коновальцем і Ріком Ярим було укладено усну угоду, за якою ОУН погоджувалася співпрацювати у військовій сфері у разі німецько-польського конфлікту, а німецька розвідка зобов'язалася здійснювати щомісячне фінансування ОУН на суму у 7000 марок щомісячно, починаючи з 1933 року, а також при потребі забезпечувати організацію додатковими сумами для виконання «спеціальних завдань».
Основною причиною такої співпраці ОУН з абвером була можливість використання німецьких полігонів та тренувальних таборів задля отримання членами Організації необхідної теоретичної підготовки та військового вишколу, позаяк ОУН в тогочасних умовах розглядала можливість здобуття Української держави саме збройним шляхом. Задля організації практичного військового вишколу робилися спроби організації спеціальних старшинських або підстаршинських курсів, зокрема, у Данцигу силами місцевої станиці УВО-ОУН, однак кількість учасників таких курсів порівняно з загальною кількістю членів ОУН була незначною.
Починаючи з січня 1937 року контактами з ОУН почало займатися так зване Друге управління німецької розвідки, яке спеціалізувалося на організації диверсійної діяльності за кордоном та у тилу ворожих військ. За посередництва колишнього генерал-хорунжого УГА Віктора Курмановича відбулося кілька зустрічей Євгена Коновальця з представниками абверу та безпосередньо з керівником німецької розвідки адміралом Вільгельмом Канарісом.
У 1938 році ОУН отримала для своїх потреб замок поблизу села Завберсдорф у районі Віннер-Нойнштадту (Австрії) на південь від Відня. За спогадами одного з діячів ОУН Зиновія Книша:
|  | ОУН винайняла цей будинок майже за безцінь, для наших цілей надавався він прекрасно: вигідно приміщалася в ньому добра сотня людей, а то й більше, оточений високим муром, не видно, що діється всередині, положений у глухому селі, здаля від битого шляху, але не занадто далеко від Відня. Чудове місце на різні курси, вишколи, всяку конспіраційну роботу. |

У цьому замку члени ОУН отримали змогу пройти початковий військовий вишкіл. За спогадами учасника вишколу Євгена Стахіва він включав у себе «теоретичні військові справи, трохи стратегії, міжнародної політики», а також лекції з націоналістичної ідеології, які проводив Іван Габрусевич («Джон»). Тренувально-фізичний вишкіл, зокрема, руханку, біг, інші тренувальні вправи проводив Іван Стебельський. Командантом замку був старий сотник петлюрівської армії. Загальний контроль над вишколом здійснював Ріко Ярий.
В грудні 1938 року близько тридцяти членів ОУН з числа колишніх військовиків отримали змогу пройти шестимісячні офіцерські курси над озером Кімзе у Баварії. Безпосередньо підготовкою старшин керував генерал-лейтенант Теодор Ендерс. Безпосередній учасник вишколу Євген Гутович згадував, що:
|  | Вишкіл поставлений був на дуже високому рівні. Крім звичайних теоретичних викладів, відбували ми теренові вправи і часто їздили на різні показові маневри реґулярної німецької армії... Таких вишколів з нами було три. Наука тривала шість місяців.... |

Ще близько 10 членів ОУН пройшли чотиритижневий поліцейський вишкіл у Найсе та Бреслау у Верхній Силезії. Вишколи відбувалися в умовах цілковитої конспірації. Їх учасники змушені були вдаватися до псевдонімів, використовувати німецькі імена, а також приховувати свою національність. Їм було заборонено листування та будь-які контакти з родинами.
З наближенням німецько-польського конфлікту в середовищі німецького командування зародилася ідея про організацію напередодні нападу на Польщу повстання на території Західної України, яке могло б стати приводом для німецького військового втручання. Так, зокрема, радник Міністерства закордонних справ Німеччини Петер Кляйст 2 травня 1939 року у розмові з журналістом зазначив:
|  | Ідеально було б, якби конфлікт з Польщею був викликаний не з боку Німеччини. На теперішній час ми у Берліні обговорюємо питання включення у цю справу українців... Створене таким чином вогнище для неспокою в Україні дає Німеччині привід для військового втручання у великих масштабах. Весь цей проект викликає в Німеччини лише одне побоювання - можливе реагування Радянського Союзу. У разі конфлікту ми хочемо у будь-якому випадку добитися нейтралітету СРСР. Мені, проте, здається, що створення незалежної України у Східній Галичині викличе за собою втручання Радянського Союзу. Якщо в найближчий час ми переконаємося у протилежному, то український фактор нами буде введено у дію. |

7 травня 1939 року радник Посольства Німеччини у Польщі фон Шелія констатував, що: «вжито усіх підготовчих заходів, щоб інсценувати повстання у Східній Галичині, яке у даному випадку використовувалося б як привід для інтервенції».
На думку Проводу ОУН для успіху такого антипольського повстання з українського боку у ньому повинні були б узяти участь не менше 1300 офіцерів та 12 000 солдатів. Водночас німецьке керівництво планувало ініціювати таке повстання лише у тому випадку, коли на західноукраїнських теренах буде вирішено створити незалежну державу з перешкоджанням поширення цього руху на території Радянської України.

## Створення Легіону
У червні 1939 року між ОУН та німецькою військовою розвідкою було укладено угоду про створення українського диверсійного підрозділу, який мав бути переправлений у Польщу з території Словаччини або повітряним шляхом через Східну Пруссію, і під час вибуху антипольського повстання у Східній Галичині мав посилити його учасників. Формування підрозділу було доручено шефу 2 управління Ервіну фон Лагузену, а його статус було визначено як «спеціальний загін (або спеціальна група) особливого застосування».
Український легіон, вишкіл якого мав відбуватися у цілковитій таємниці, отримав кодову назву «Bergbaer-Hilfe» («допомога гірським селянам») — ВВН, оскільки формально він виступав як допоміжний підрозділ для допомоги селянам під час збирання осіннього врожаю.
Керівництво ОУН у свою чергу трактувало літери в абревіатурі «ВВН» як кириличні та розшифровувало як «Військові відділи націоналістів», хоча частіше використовувалися неофіційні назви «Протипольський легіон», «Український легіон» або «Легіон Сушка».
Протягом 13 червня — 3 липня 1939 року між представником ОУН Романом Сушком («Сичем») та Ервіном фон Лагузеном відбулася низка зустрічей, на яких обговорювалися питання створення та вишколу Легіону.
Німецька сторона була зацікавлена в існуванні такого українського підрозділу передовсім через пропагандивний ефект. Натомість українські націоналісти отримали реальний шанс долучитись до військових операцій Вермахту.

### Особовий склад та відомі вояки Легіону

Поручник Іван Юрків

Особовий склад Легіону за задумом його організаторів мав складатися з членів ОУН, які проживали на території Німеччини або перейшли на її територію з Польщі до вересня 1939 року, колишні вояки Карпатської Січі, яких на вимогу німецького командування угорська влада звільнила з концентраційного табору в Ньїредьгазі, а також українські студенти, які навчалися в університетах Німеччини та Австрії. Ядро підрозділу мали становити оунівці, які вже пройшли або проходили один із військових вишколів у 1938—1939 роках. У подальшому ряди Легіону мали поповнити члени повстанських відділів ОУН на території Західної України та українці-дезертири з Війська Польського.
Згодом до складу Легіону увійшов цілий ряд чільних членів ОУН, зокрема, Юрій Лопатинський («Калина»), Василь-Мартин Мізерний («Рен»), Іван Кедюлич, керівник розвідувального відділу штабу Карпатської Січі Євген Врецьона («Волянський») та інші.

### Вишкіл легіонерів
Ще на початку червня 1939 року групу колишніх вояків Карпатської Січі, звільнених за сприяння німців з угорського концентраційного табору у Ньїредьгазі, було перевезено до замку Гартенштайн у Австрії для здійснення військового вишколу та вивчення німецької мови.
Навчання рядових членів Легіону розпочалося приблизно в середині червня і, з огляду на брак часу, відбувалося з максимальною інтенсивністю. Крім військових тренувань, легіонери закінчили курс вивчення видів зброї, курс топографії, конспірації, диверсійної роботи і польової підготовки, а також вивчили історію та географію України.
Уже 4 липня 1939 року групу колишніх вояків Карпатської Січі з замку Гартенштайн було переведено до казарм навчально-тренувального табору «Кріпенау», який розміщувався у Дахштайнських горах та був замаскований під курси спортивних тренувань для гірських фермерів. 5 липня у таборі під керівництвом Василя Мізерного, Осипа Карачевського, Івана Стебельського, Павла Сосновського, Івана Свистуна, Романа Лебедовича та Якова Маковецького розпочалися виправи, які тривали до 10 липня. 11 липня через маневри німецьких військ легіонерів перевели до спеціально облаштованого неподалік наметового табору, розміщення якого було максимально наближене до польових умов.

За спогадами одного з учасників вишколу Ярослава Кознярського (Любомира Гірняка), тренування відбувалося:
…У наступі, відступі, зв'язку, у здобуванні об'єктів, мостів; лазили ми по соснах і т. д. Вправи тривали від 6-ї години ранку до 12-ї години і від 2-ї до 5-ї пополудні... Тут почався вже тереновий вишкіл, який тривав кожного дня від години 7-ї ранку до 11.30 перед обідом. Брак фізичної заправи давався сильно взнаки. По обіді о год. 2-ї починався „духовний вишкіл“: преса, українознавство, легкоатлетика, гри.
Крім того, відбувалися заняття з граматики, історії та географії України, математики.
25 липня вишкіл легіонерів проінспектували генерал Т. Ендерс з ад'ютантом та Ріко Ярий. 27 липня ряди легіонерів поповнили ще 18 нових вояків, які незадовго до цього втекли з Закарпаття, а 28 числа інспекцію табору здійснили обер-лейтенант Вермахту з Берліна та поручник Юрій Лопатинський. 30 липня табір відвідали 8 осіб у цивільному, які повторно прибули 4 серпня з обер-лейтенантом Якобом уже як інструктори легіонерів.
4 серпня 1939 року полковником Ервіном фон Лагузеном було наказано здійснювати вишкіл легіонерів у Дахштайнському таборі: «в ударні загони (партизанські групи) чисельністю від чот до сотень, при цьому особливу увагу приділяти пристосуванню до воєнного походу та використанню довіреної їм зброї, а також самостійному проведенню малих самостійних акцій дрібних ударних загонів, коли здебільшого застосовують хитрість і раптовість. 1-го серпня почався перший етап „військово-спортивного вишколу“».
13 серпня до табору прибула група старшин з офіцерських курсів: Тарас Станько («Федореско»), М. Григоренчук, Євген Гутович, Петро Фіґура, Щуровський («Александреско»), Іван Кедюлич, Іван Небола, Ю. Кулєнда, Каляйчук і Лошакун. Наступного дня прибули ще 40 добровольців з Закарпаття. 15 серпня розпочався другий етап вишколу — останні воєнні приготування легіонерів, оперативним полем дій для яких визначено райони Карпат.

### Командування та структура Легіону

Роман Сушко

Номінальним командувачем Легіону було призначено Романа Сушка. Крім нього до штабу ВВН було делеговано як політичного референта Ярослава Барановського, а як головного контрольного представника Проводу ОУН — Осипа Бойдуника. Барановський разом з помічником Костянтином Мельником повинен був займатися політичними та пропагандистськими питаннями, організацією місцевого самоврядування і налагодженням зв'язків з німецькою цивільною адміністрацією, а Бойдуник мав опікуватися господарськими та суспільними справами.
Наприкінці серпня 1939 року у місті Брук-на-Ляйті відбулося остаточне оформлення структури ВВН. Легіон було розділено на два курені (батальйони), які складалися з 2 сотень (рот), котрі поділялися на 2 чоти (взводи), до складу яких у свою чергу входило по 2 рої (відділення) та чотири ланки: розвідувальна, саперна (піонерська), зв'язку та санітарна. Особовий склад рою налічував 13 вояків, а кожна ланка — 5 (санітарна — 2). Таким чином, рота складалася з 56 стрільців, поручника-чотового та його заступника, на озброєнні чоти було 47 гвинтівок, 3 кулемети, 56 револьверів калібру 9 мм, 6 автоматів, а також по 2 гранати на кожного вояка. Крім того у складі Легіону було організовано загін велосипедистів.
Командиром першого куреня став колишній поручник польської армії Осип Карачевський («Свобода»), командиром другого — поручник Євген Гутович («Норим»). Командирами інших підрозділів стали колишні старшини Карпатської Січі, колишні діячі УВО та члени Військової референтури ОУН в Галичині: Іван Кедюлич (командир 1 чоти першої сотні куреня Карачевського), поручник Щуровський (командир 2 чоти), Тарас Станько (командир 4 чоти).
Перед Генеральним штабом Вермахту та Міністерством закордонних справ Німеччини Легіон представляв Ріко Ярий. З німецького боку зв'язковим між абвером та командуванням Легіону став майор Ганс Деммель, при якому постійно знаходився колишній сотник УГА Степан Сулятицький.

### Чисельність Легіону
Джерела подають різну інформацію щодо загальної чисельності ВВН. Наприклад, Б. Хньоупек перебільшено стверджує, що він нараховував 1 500 осіб. Польська військова розвідка володіла інформацією, що на кінець серпня поблизу Пряшева перебувало 800 вояків у Соліварі та 300 в Руській Новій Всі; згідно з іншим джерелом, було два українські підрозділи по 800 осіб. Володимир Косик подає цифру у 200 вояків. Більшість польських та українських дослідників вважають, що Легіон нараховував близько 600 вояків, або майже по 300 вояків у кожному курені.

## Напередодні Другої світової війни

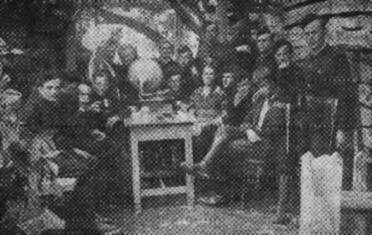
Вояки ВВН на відпочинку у Карпатах

За спогадами Івана Стебельського приблизно у середині серпня 1939 року до табору приїхали Роман Сушко та офіцери Вермахту, перед якими у супроводі військового оркестру відбувся святковий огляд Легіону. На цьому вишкіл підрозділу майже закінчився.
Після цього легіонерів у закритих німецьких вантажівках почали поступово перевозити до Східної Словаччини, де вони розміщувалися на законспірованих об'єктах для того, аби не привертати зайвої уваги. Зокрема, вояки ВВН дислокувалися поблизу Любіцьких Купелів недалеко від Кежмарку в Левоцьких горах, у селах поблизу Пряшова і також у гірському масиві неподалік Медзілаборця.

Перші групи вояків ВВН опинилися у Східній Словаччині приблизно 21 серпня 1939 року. Як згадував командир однієї з таких груп Іван Стебельський:
…Я упевнився, що ми опинилися у Карпатах зі словацького боку, і, певно, близько до чехословацького та польського кордону. Це означало, що ми мали завдання нелегально перейти кордон ще до початку війни і розгорнути там якусь воєнну пацалиху. Пізніше я довідався, що це й було нашим завданням.
Таким чином, зазначені групи легіонерів розраховували використати у диверсійних цілях, аби підтримати заплановане антипольське повстання у Східній Галичині.
Однак, у зв'язку з укладенням у Москві Договору про ненапад між Німеччиною та Радянським Союзом у попередні плани використання Легіону у військових діях проти Польщі було внесено корективи. Зокрема, 24 серпня 1939 року Абвер та інші німецькі офіційні інституції отримав наказ здійснювати нагляд за українським політичним життям, а 25 серпня було остаточно відкинуто можливість використання Легіону як військової частини під час бойових дій на фронті.
28 серпня 1939 року Ервін фон Лагузен видав наказ, згідно з яким ВВН у мирний час підлягав використанню як робочий загін, а у воєнний час не використовуватиметься. Застосування йому мало бути знайдено за домовленістю із штабом армії. 1 серпня 1939 року було вирішено використовувати Легіон як порядкову або «робочу» службу, чим мав опікуватися майор Демель. До функцій ВВН відтак належало просування за першою лінією фронту у другій лінії, забезпечуючи дотримання правопорядку та охорону громадських об'єктів, не вступаючи у бойові дії, оскільки це могло викликати небажану негативну реакцію з боку Радянського Союзу.

## Участь у Польській кампанії
Перед початком німецько-польської війни другий курінь ВВН було передислоковано у місце розташування Групи армій «Південь» генерала фон Рундштедта до Меджилаборце, звідки через села Відрань та Палота упритул підведено до словацько-польського кордону. Там курінь було приєднано до 127-го полку 57-ї піхотної дивізії генерал-лейтенанта Оскара Блюма, яка входила до складу 18-го армійського корпусу генерала Ойгена Баєра 14-ї армії генерала Вільгельма Ліста.
З початком бойових дій курінь було розділено на невеликі групи та у такому вигляді приєднано до окремих німецьких частин. Основний склад його перетнув словацько-польський кордон у період 6—9 вересня 1939 року та почав просуватися у напрямку Сянки-Турко-Лісько-Устрики Дольні. Окремі групи дійшли до Комарного, Перемишля, Самбора та Стрия.
Перший курінь ВВН 1 вересня 1939 року був передислокований до села Маркушівці, де перебував протягом трьох днів. Після цього він через Пряшів вирушив у східному напрямку. Його метою був Львів, однак у зв'язку з вступом 17 вересня на територію східної Польщі частин Червоної армії, до передмість Львова та Дрогобича дійшли лише кілька невеликих груп, які невдовзі було переведено до Устриків Дольних.
Стан багатьох вояків ВВН у той час пізніше описав у своїх спогадах очевидець подій, поручник Іван Стебельський:
|  | Десь на середині дороги між Перемишлем та Львовом командир несподівано наказав усій частині зупинитися. Ніхто не знав, у чому справа. Командир негайно покликав усіх старшин на нараду. На тій нараді, яку я ніколи не забуду, він гробовим голосом повідомив, що отримав наказ від головної команди вермахту та дивізії негайно призупинити подальше просування до Львова... Отже, наша дивізія повертає, бо мусить звільнити цю територію до ріки Сян. Український відділ, тобто ми, мусимо повертатися до свого Легіону, що, згідно з його інформацією, повинен бути десь біля містечка Устрики Горішні. Я стояв, наче вкопаний, не міг промовити ані слова від надзвичайно несподіваної новини, що мала трагічні наслідки як для нас - нашого Легіону, так і для всього народу. Ось і Гітлер, ось і німці, яким ми знову почали вірити! Куди вони знову нас завели? Це ж він віддав Західну Україну найбільшому та найлютішому ворогові нашого народу. Таке рішення нам ніколи й не снилося. Це був кінець усім нашим надіям, нашим мріям і жертовній боротьбі за нашу самостійність та незалежність. |

Після передислокації ВВН до Устриків Дольних їхнім завданням було визначено очищення навколишніх територій від залишків Війська Польського, які намагалися пробитися у напрямку Румунії та Угорщини. Легіон було розділено на кілька груп, які дислокувалися в Устриках Дольних, Волковиї та Тісній.

Некролог одного з останніх вояків ВВН

За пізнішими спогадами Євгена Гутовича:
При помочі селян і на швидку руку зорганізованої сільської міліції робили ми облави по лісах, виловлювали польські банди, ловили теж і старшин, що переховувалися головно по дворах і фільварках і відставляли їх до Сянока.
Однак, як згадував інший вояк ВВН Микола Чарторийський-Сидор:
Вся ця операція полягала фактично на стежах і розвідках, а не на бойових операціях.
Фактично, за весь час існування Легіону Сушка його участь безпосередньо у військових діях обмежилася кількома наступами на невеликі польські гарнізони, обози та загони, а також здобуттям деяких трофеїв, зокрема: 7 гармат, 34 важких гармат і кулеметів, 80 легких кулеметів, 3000 крісів (гвинтівок), 14 850 ручних гранат, а також 54 механічних вози.
25 вересня 1939 року в Устрики Дольні прибув Роман Сушко, який акцентував увагу вояків на необхідності дотримання дисципліни та забороні здійснення злочинних дій проти цивільного населення, і у своїй промові перед особовим складом ВВН закликав:
|  | Пам'ятайте, що кожен з вас відповідає за свої діла перед своїм сумлінням і законом. Не забувайте, що є виразниками українського війська. Вас горстка тут. Але ви представляєте собою справжню частину українського колективу... Вояк і закон - це одне! Коли Україна має постати у будучинні, то не може основуватися на такій силі, як польська, що ролю вояка з вибухом війни розуміла як дике виколювання очей безборонних наших людей. |

В Устриках Дольних Легіон залишався до 26 вересня, після чого був передислокований до Сяноку. Серед вояків особового складу ходили чутки про наміри начебто перекинути їх на Західний фронт проти Франції, однак невдовзі стало ясно, що німецьке командування бажає використовувати ВВН при евакуації та охороні українських біженців з територій, зайнятих Червоною армією, до Генеральної Губернії. Зокрема, за спогадами Володимира Кубійовича:
Завданням цієї групи було організувати чи оформлювати українське громадсько-суспільне життя на території, зайнятій німецькою армією; її осідком був Самбір, після відходу німців на лінію Сяну — Коросно. З кінця вересня одним із завдань групи була опіка над українськими утікачами з того боку Сяну й Бугу, які залишили край, окупований большевиками, разом із німецькими військами або й пізніше, користуючись загальною метушнею в перші дні совєтської окупації.
Роман Сушко поставився до цього украй негативно і, висловлюючи протест, «зложив свої військові відзнаки командира», залишивши тільки мундир.
Протягом двох тижнів ВВН контролювали німецько-радянську демаркаційну лінію в районі Тісної-Сянока, а пізніше двома групами перейшов до Криниць та Закопаного, де був роззброєний та демобілізований.

## Подальша доля вояків Легіону

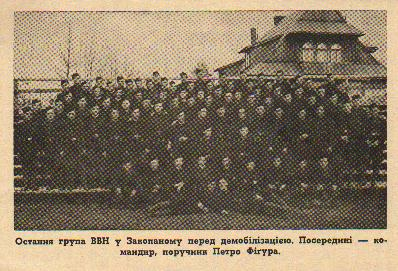
Остання група вояків ВВН у Закопанах перед демобілізацією

Після закінчення вересневої кампанії 1939 року Легіон Сушка було розпущено, а окремі його підрозділи остаточно демобілізовано у спеціальних збірних місцях у Коросні (Кросні), Криниці та Закопаному. Особовому складу ВВН було запропоновано або зголоситися на службу до різних парамілітарних організацій, до допоміжної поліції, адміністративних установ на території Генеральної Губернії, або ж узагалі звільнитися остаточно.
Частина вояків Легіону, пройшовши відповідний поліційний вишкіл у Закопаному, вступила до Української допоміжної поліції та була розподілена між поліційними станицями на території Лемківщини, Холмщини, українського Підляшшя та Ярославщини, або ж до підрозділів збройної охорони промислових об'єктів — «веркшуцу» (Werkschutz), а інші звільнилися зі служби та повернулися до цивільного життя.

## Однострої та Відзнака Військових Відділів Націоналістів

Виказка до Відзнаки ВВН

### Однострої
31 серпня 1939 року вояки ВВН отримали перефарбовану у темно-зелений колір трофейну уніформу чехословацької армії зразка 1930 року без будь-яких відзнак. Однак у деяких спогадах, а також дослідженнях згадується про наявність у легіонерів нарукавних пов'язок з абревіатурою «ВВН» та порядкових номерів на плечі, що, однак, не підтверджується наявними фотодокументами. Натомість, зафіксовані випадки носіння на лівому рукаві вище ліктя синьо-жовтих пов'язок, але, скоріше за все, їхнє використання розпочалося дещо пізніше.
Під час вересневої кампанії вояки ВВН вступили на територію Польщі в уніформі колишньої чехословацької армії та пілотках без будь-яких німецьких розпізнавальних знаків.
Через колір одностроїв членів Легіону Сушка часто називали «зеленими» або «зеленожупанниками».

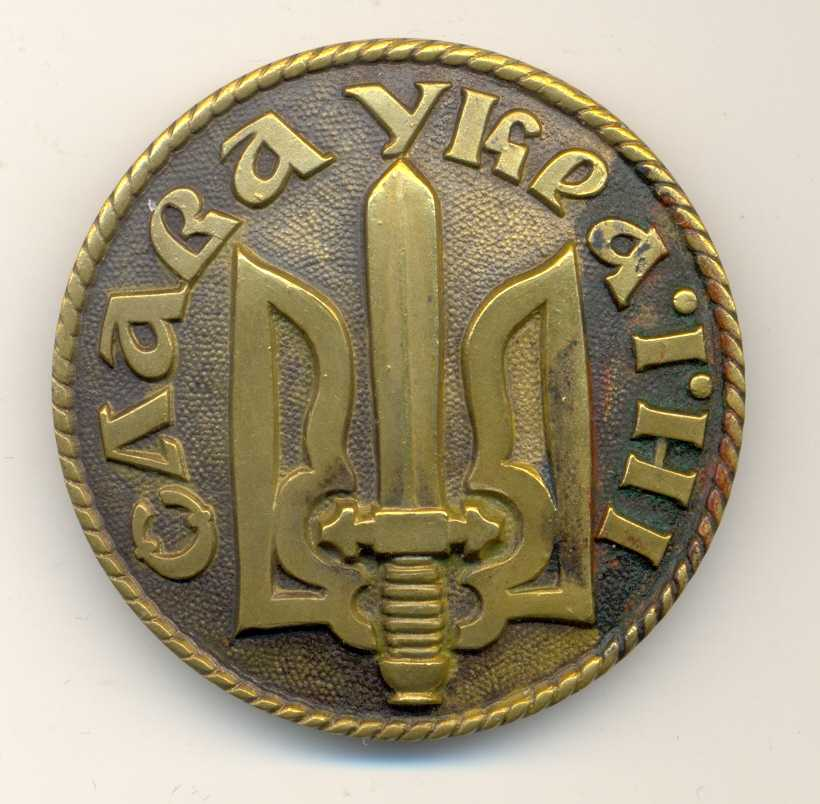
Відзнака ВВН

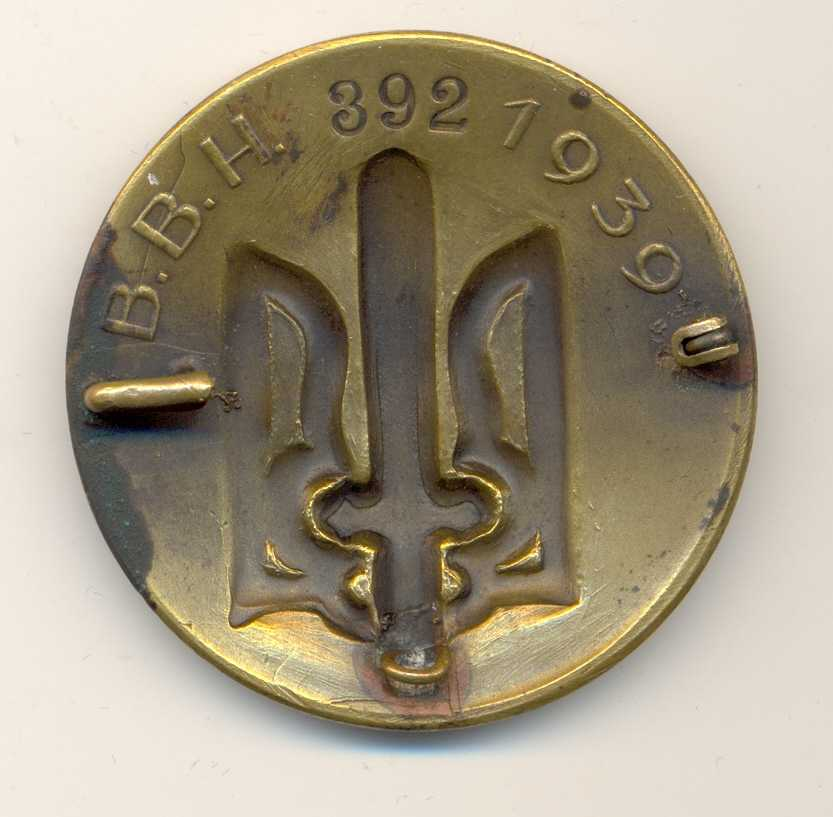
Відзнака ВВН (зворотній бік)

### Відзнака Військових Відділів Націоналістів
У грудні 1939 року за наказом Романа Сушка було запроваджено спеціальну відзнаку Військових Відділів Націоналістів, яка мала вигляд вигнутого бронзового щитка у формі кола, діаметром близько 43 мм, із зображенням у центрі тризуба з мечем та написом «Слава Україні» навколо. На задньому боці щитка було вибито літери «ВВН», порядкове число та рік видання відзнаки.
Відповідно до Правильника відзнаки В. В. Н. (Берґ-Баверн-Гільфе), текст якого наводить у своїй книзі Зиновій Книш, зазначеною відзнакою Провід ОУН нагороджував:
|  | а) всіх старшин, підстаршин і стрільців, що були в складі українських озброєних відділів (Українського Леґіону) в німецько-польській війні 1939 року. б) членів Організації, що визначним способом причинилися та клали основи до творення ВВН. в) чужинців, що заслужилися при організуванні або безпосередньою участю у ВВН. г) право посідання відзнаки ВВН надає Провід найближчій рідні поляглих стрільців. |

Відзнака мала носитися на лівій кишені уніформи або цивільного одягу посередині.